# ニワムシクイ (メシアン)
『ニワムシクイ』（フランス語: La Fauvette des jardins）は、オリヴィエ・メシアンが1970年に作曲したピアノ曲。メシアンによる単独のピアノ曲としては最長の作品である。演奏時間は約35分。

## 概要

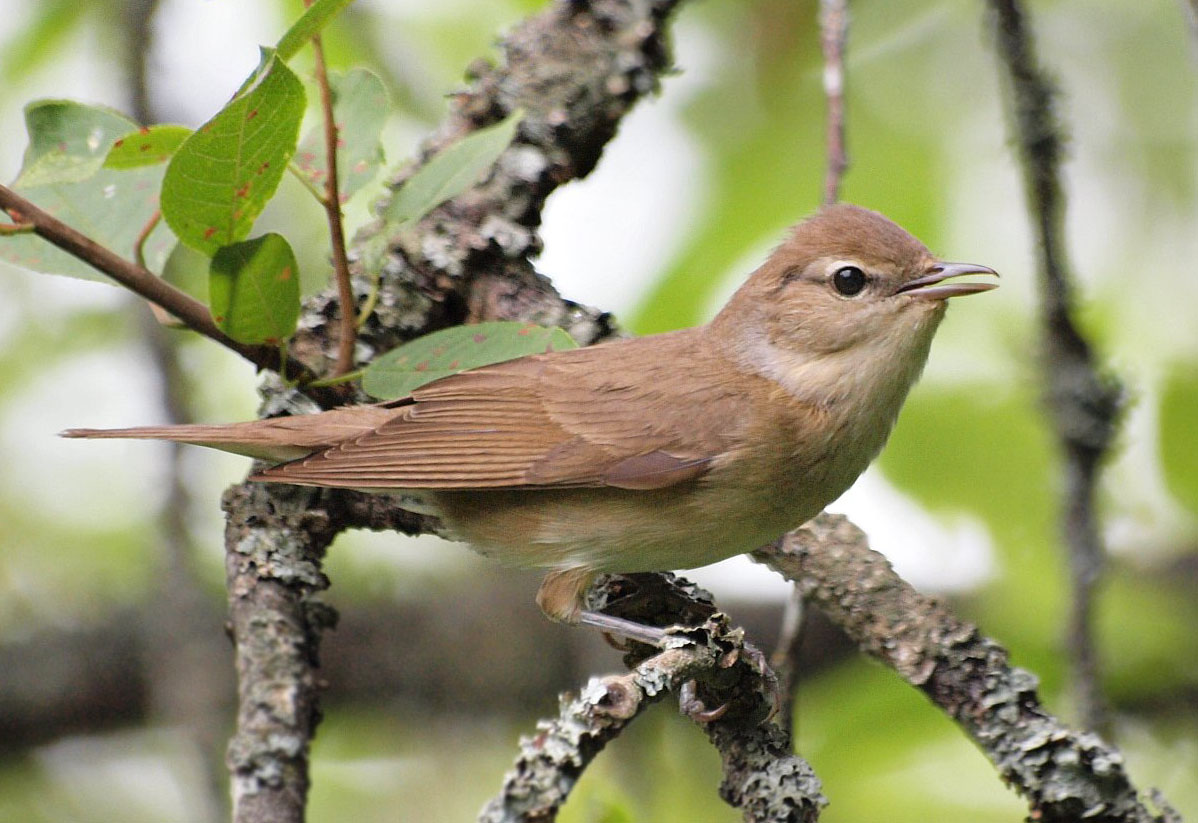
ニワムシクイ（スウェーデン、エレブルー県）

メシアンはグルノーブルに近いイゼール県プティシェに1936年以来作曲のための山荘を所有していたが、本作品はそこから見えるアルプスの自然を午前4時前から夜の11時までを時間の経過に従って描写したものである。しかし時刻を直接描くのではなく、湖の主題が色彩を反映して変化することによって時間の経過が表される。
曲はニワムシクイの歌を中心にして、さまざまな鳥の歌、および自然の主題を使用している。ヴィルトゥオーゾ的で、演奏には高い技術を要する。
1972年11月7日、パリのエスパス・カルダン (fr:Espace Cardin) で、イヴォンヌ・ロリオのピアノによって初演された。
1978年7月にメシアン夫妻が訪日したときにもイヴォンヌ・ロリオによって東京の草月会館で演奏され、メシアンはこのときの演奏を特にすぐれたものとして挙げている。

## 構成
6月末から7月初ごろのアルプスを舞台とする。
午前4時前、ゆっくりとした夜の主題が現れ、さざ波の主題、グラン・セール (fr:Grand Serre) のはげ山の主題（下降音型）がそれに続く。ウズラが3回鳴き、ついでサヨナキドリが聞こえる。トネリコとハンノキの主題も聞こえはじめ、この後何度も出現する。
明け方になって薔薇色に染まった湖の主題が静かに出現し、いよいよニワムシクイが32分音符を並べて歌いはじめる。
5時ごろ日の出になり、クロウタドリ、アオゲラ、アトリ、ヒバリが加わる。ニワムシクイはますます激しく歌う。
緑と紫の湖の主題と山の主題が出現し、ニシオオヨシキリ、ニシコウライウグイスが聞こえてくる。カラス、セアカモズ、アトリ、トビ、ツバメの飛行、山の主題などが展開した後に3分以上にわたってニワムシクイの歌が続く。
正午になると鳥の歌は止まるが、トビが輪を描いて飛行する様子が描かれる。
午後、青い湖が堂々とした和音の連続で描写され、それにキアオジ、アトリ、ゴシキヒワなどの声が伴う。
日が傾いてくるとニワムシクイの歌が戻り、ズグロムシクイと鳴きかわす。
サヨナキドリも戻ってきて、夜の主題が現れる。モリフクロウの無気味な声が聞こえ、月に照らされた湖の主題が出現する。不動の山の主題の断片で終わる。